# 1880年代の建築
1880年代の建築についての概要である。

## 日本の主要作品
- 海と島の歴史資料館（1881年）
- 旧五輪教会堂（1881年）
- 東京国立博物館（1881年）
- 江袋教会（1882年）
- 開明学校（1882年）
- 皆楽座（1882年）
- 出津教会堂（1882年）
- 長浜鉄道スクエア（1882年）
- 覗橋 (上山市)（1882年）
- 広島市役所（1882年）
- 芳烈酒造（1882年）
- 鹿児島県立博物館（1883年）
- 旧伊達郡役所（1883年）
- 興福寺 (長崎市)（1883年）
- 修禅寺（1883年）
- 仙台市役所（1883年）
- 新潟県政記念館（1883年）
- 鹿鳴館（1883年）
- 安積歴史博物館（1884年）
- 宇和島市立歴史資料館（1884年）
- 旧鶴岡警察署庁舎（1884年）
- 戸定邸（1884年）
- 豊川稲荷（1884年）
- 宝山寺（1884年）
- 臨江閣（1884年）
- 和田岬灯台（1884年）
- 星ヶ岡茶寮（1884年）
- 隠岐郷土館（1885年）
- 旧氷上郡各町村組合立高等小学校（1885年）
- 旧山辺学校（1885年）
- 南昌荘（1885年）
- 亀崎駅（1886年）
- 新琴似屯田兵中隊本部（1886年）
- 福崎町立神崎郡歴史民俗資料館（1886年）
- 海遊文化館（1887年）
- 金成小学校校舎（1887年）
- 旧檜山爾志郡役所庁舎（1887年）
- 九十九里教会（1887年）
- 慶雲館（1887年）
- 尊攘堂（1887年）
- 野良時計（1887年）
- 賓日館（1887年）
- 旧辰馬喜十郎住宅（1888年）
- 旧登米高等尋常小学校校舎（1888年）
- 島津創業記念資料館（1888年）
- 白神岬灯台（1888年）
- 石室聖心大聖堂（1888年）
- 北海道庁旧本庁舎（1888年）
- 明治宮殿（1888年）
- 黒川の東座（1889年）
- 飯田家住宅（1889年）
- インブリー館（1889年）
- 旧ハンター住宅（1889年）
- 京都大学吉田寮（1889年）
- 熊本市役所（1889年）
- 倉敷アイビースクエア（1889年）
- 倉紡記念館（1889年）
- 高梁基督教会堂（1889年）
- 松本市旧司祭館（1889年）
- 諸戸氏庭園（1889年）
- 養神亭（1889年）

## 海外の主要作品
- ロイヤル・ライシーアム劇場（1883年）
- チッカリング・ホール (ボストン、1883年開場)（1883年）
- ホーム・インシュアランス・ビル（1884年）
- 台北府城小南門（1884年）
- 台北府城東門（1884年）
- 台北府城南門（1884年）
- 台北府城北門（1884年）
- ダコタ・ハウス（1884年）
- 26 ブロードウェイ（1885年）
- ジョージ・フレーベル船長邸博物館（1885年）
- 聖アンデレ聖公会教会 (モスクワ)（1885年）
- 福音ルーテル聖カタリナ教会（1885年）
- ライシーアム劇場 (4番街)（1885年）
- 生神女就寝大聖堂 (ヴァルナ)（1886年）
- アテネウム美術館（1887年）
- インディアナ州会議事堂（1888年）
- コンセルトヘボウ（1888年）
- スリー・タンズ・ブルワリー（1888年）
- チャトラパティ・シヴァージー・ターミナス駅（1888年）
- テキサス州会議事堂（1888年）
- ナスィーロル・モルク・モスク（1888年）
- レパーズタウン競馬場（1888年）
- エッフェル塔（1889年）
- ランドマクナリービル（1889年）
- モーレ・アントネリアーナ（1889年）
- 連邦政府ランジュバン棟 (カナダ)（1889年）
- ガイザーグランドホテル（1889年）
- キュビエ島燈台（1889年）